# Anosia
Anosia är ett släkte av fjärilar. Anosia ingår i familjen praktfjärilar.

## Dottertaxa tillAnosia, i alfabetisk ordning[1]
- Anosia abigar
- Anosia adnana
- Anosia adustus
- Anosia aegyptius
- Anosia affinis
- Anosia affinoides
- Anosia alba
- Anosia albescens
- Anosia albinus
- Anosia albipars
- Anosia albistriga
- Anosia albonotata
- Anosia alcippoides
- Anosia alcippus
- Anosia alexis
- Anosia americanus
- Anosia amplifascia
- Anosia anomala
- Anosia archippus
- Anosia ares
- Anosia arruana
- Anosia artenice
- Anosia aruana
- Anosia asclepiadis
- Anosia asclepidea
- Anosia astakos
- Anosia auriflava
- Anosia axantha
- Anosia bandjira
- Anosia bataviana
- Anosia batjana
- Anosia berenice
- Anosia bimana
- Anosia bipuncta
- Anosia bipunctata
- Anosia biseriata
- Anosia bonguensis
- Anosia bowringi
- Anosia brasiliensis
- Anosia camorta
- Anosia candidata
- Anosia candidus
- Anosia cecilia
- Anosia celebensis
- Anosia centralis
- Anosia chionippe
- Anosia chrysipellus
- Anosia chrysippus
- Anosia clarippus
- Anosia cleophile
- Anosia cleothera
- Anosia cometho
- Anosia completa
- Anosia connectens
- Anosia conspicua
- Anosia coriacea
- Anosia cratippus
- Anosia curassavicae
- Anosia decentralis
- Anosia decipiens
- Anosia decipientis
- Anosia deficiens
- Anosia dilucida
- Anosia disjuncta
- Anosia djampeana
- Anosia dorippus
- Anosia duplicata
- Anosia duponti
- Anosia edmondii
- Anosia edwardi
- Anosia erebus
- Anosia eresimus
- Anosia erginus
- Anosia erippus
- Anosia estevana
- Anosia eurydice
- Anosia evanescens
- Anosia felicia
- Anosia fergussonia
- Anosia ferruginea
- Anosia fruhstorferi
- Anosia fulgurata
- Anosia fuliginosa
- Anosia fulvus
- Anosia fumosus
- Anosia fuscata
- Anosia fuscippus
- Anosia galacterion
- Anosia gelanor
- Anosia gelderi
- Anosia genutia
- Anosia gilippina
- Anosia gilippus
- Anosia goramica
- Anosia grynion
- Anosia hanoiensis
- Anosia haruhasa
- Anosia hegesippinus
- Anosia hegesippus
- Anosia hermippus
- Anosia hypermnestra
- Anosia impunctata
- Anosia indicus
- Anosia insolata
- Anosia insularis
- Anosia intensa
- Anosia intermedia
- Anosia ismare
- Anosia ismareola
- Anosia jamaicensis
- Anosia jamaicensismajor
- Anosia jimiensis
- Anosia joannisi
- Anosia jobiensis
- Anosia kanariensis
- Anosia kapaura
- Anosia kawiensis
- Anosia kerri
- Anosia keteus
- Anosia kiriwina
- Anosia klugii
- Anosia kotoshoensis
- Anosia kotoshonis
- Anosia kyllene
- Anosia laratensis
- Anosia larensis
- Anosia lemeemagdalenae
- Anosia leucippus
- Anosia leucoglene
- Anosia leucogyne
- Anosia liboria
- Anosia limbata
- Anosia litoralis
- Anosia lotina
- Anosia lotis
- Anosia luxurians
- Anosia malayana
- Anosia malossona
- Anosia manuja
- Anosia margarita
- Anosia megalippe
- Anosia melanippus
- Anosia melissa
- Anosia menippe
- Anosia meridionigra
- Anosia mezentius
- Anosia misippiformis
- Anosia molyssa
- Anosia montezuma
- Anosia mysolica
- Anosia mytilene
- Anosia nesippus
- Anosia niasicus
- Anosia nigrippus
- Anosia nigrita
- Anosia nipalensis
- Anosia nivosus
- Anosia nora
- Anosia nubila
- Anosia obliterata
- Anosia obscura
- Anosia oesypera
- Anosia olga
- Anosia orientis
- Anosia ornata
- Anosia oros
- Anosia paradoxa
- Anosia partita
- Anosia petilia
- Anosia philene
- Anosia philozigetes
- Anosia piepersi
- Anosia pietersii
- Anosia pittakus
- Anosia pleistarchus
- Anosia plexaure
- Anosia plexippus
- Anosia portoricensis
- Anosia praealbata
- Anosia pseudopetilea
- Anosia pseudophilene
- Anosia pulchra
- Anosia pullata
- Anosia radiata
- Anosia ravida
- Anosia reducta
- Anosia rubra
- Anosia rubrica
- Anosia sabrona
- Anosia sangira
- Anosia semialbinus
- Anosia signata
- Anosia snelleni
- Anosia strephon
- Anosia strigosa
- Anosia subnigra
- Anosia subnubila
- Anosia subpurpurea
- Anosia subreducta
- Anosia sumatrana
- Anosia sumbana
- Anosia taimanu
- Anosia tambora
- Anosia taroena
- Anosia taruna
- Anosia telmissus
- Anosia tethys
- Anosia thersippus
- Anosia thoe
- Anosia tobagi
- Anosia transfuga
- Anosia transiens
- Anosia tualana
- Anosia tychius
- Anosia umbrosus
- Anosia uniens
- Anosia vandeldeni
- Anosia wentholti
- Anosia wetterensis
- Anosia wheeleri
- Anosia vigelii
- Anosia vincetoxici
- Anosia witteellus
- Anosia woodlarkiana
- Anosia vorkeinus
- Anosia xanthippus